# Länsväg 404
De Zweedse weg 404 is een van de kortere rijkswegen in het noorden van Zweden. De weg verbindt het Zweedse Muodoslompolo met het Finse Muonio. Ze is circa 15 kilometer lang aan Zweedse zijde; aan de Finse kant volgt nog een restant van 100 meter. De weg loopt west-oost langs Muonionalusta, het enige dorpje aan de weg.
De weg is belangrijk voor het buurtverkeer; het is een van de weinige wegen die de grensrivier Muonio oversteekt en daarmee een verbinding legt tussen de twee belangrijkste verkeersaders is het gebied, die beide noord-zuid gaan: de Riksväg 99 en de E8, plaatselijk Finse weg 21.